# ImageMagica

Fundada pelo fotógrafo brasileiro André François em 1995, a ImageMagica é uma ONG, sem fins lucrativos, que desenvolve projetos e documentários fotográficos que promovem educação, saúde e cultura para jovens e adultos. Por ser uma linguagem universal, a imagem transpõe barreiras, desperta interesses e estimula o envolvimento de todos. Com a atuação em três núcleos de trabalho – institucional, educacional e de documentários –, a ImageMagica provoca nas pessoas um olhar mais crítico sobre o mundo que as cerca, criando condições para o desenvolvimento pessoal e social de cada um.
A ImageMagica trabalha com fotografia em duas frentes:
- Projetos sociais de saúde e educação feitos em hospitais, escolas e comunidades no Brasil e no mundo.
- Projetos de grandes documentários fotográficos produzidos por André François e sua equipe, que abordam relevantes histórias sobre comunidades no Brasil e no mundo.

A ImageMagica é afiliada à ONU (Organização das Nações Unidas), pelo Departamento de Informação Pública (DPI) desde 2002. Em 2008 foi reconhecida pelo Ministério da Cultura do Brasil, com o Prêmio Cultura e Saúde, além de ser certificada pelo Ministério da Justiça do Brasil.

### Reconhecimentos
- 1º lugar na categoria Comunicação e Saúde pela Opas (Organização Pan-Americana da Saúde) e IUHPE (International Union for Health Promotion and Education) na III Conferência Latino-Americana de Promoção e Educação para a Saúde, em 2003.
- Afiliada à ONU (Organização das Nações Unidas), pelo Departamento de Informação Pública (DPI) desde 2006[2].
- Certificada pelo Ministério da Justiça como OSCIP.
- Reconhecida pelo Ministério da Cultura – Prêmio Saúde e Cultura (2008).
- Trabalho e metodologia reconhecidos pela Unesco, Petrobrás e Fundação Banco do Brasil.
- Parceria com a Organização Mundial da Saúde (OMS) e fotografias doadas para o banco de imagens da OMS e suas publicações[3].
- O projeto Conexões do Cuidar[4] é uma das 30 iniciativas reconhecidas no combate à pandemia pelo Prêmio Empreendedor Social, da Folha de S. Paulo em 2020. O projeto foi destaque na categoria “Ajuda Humanitária”.

### Projetos
- PhotoTruck

Primeiro caminhão de fotografia do Brasil, o PhotoTruck percorre o país levando oficinas fotográficas e uma nova forma de ver o mundo para escolas, bibliotecas e outras instituições públicas. Na estrada desde 2016, a unidade móvel conta com uma câmera escura, uma cabine fotográfica e brinquedos educativos, como caleidoscópios e taumatrópios.
Além de aprenderem, na prática e brincando, como as imagens são formadas, os participantes são convidados a refletir sobre um tema determinado a partir da produção de uma foto e uma legenda. Ao final da oficina, as imagens são impressas e transformadas pelos alunos e professores em uma exposição de lambes nos muros da escola.
- Escola do Olhar

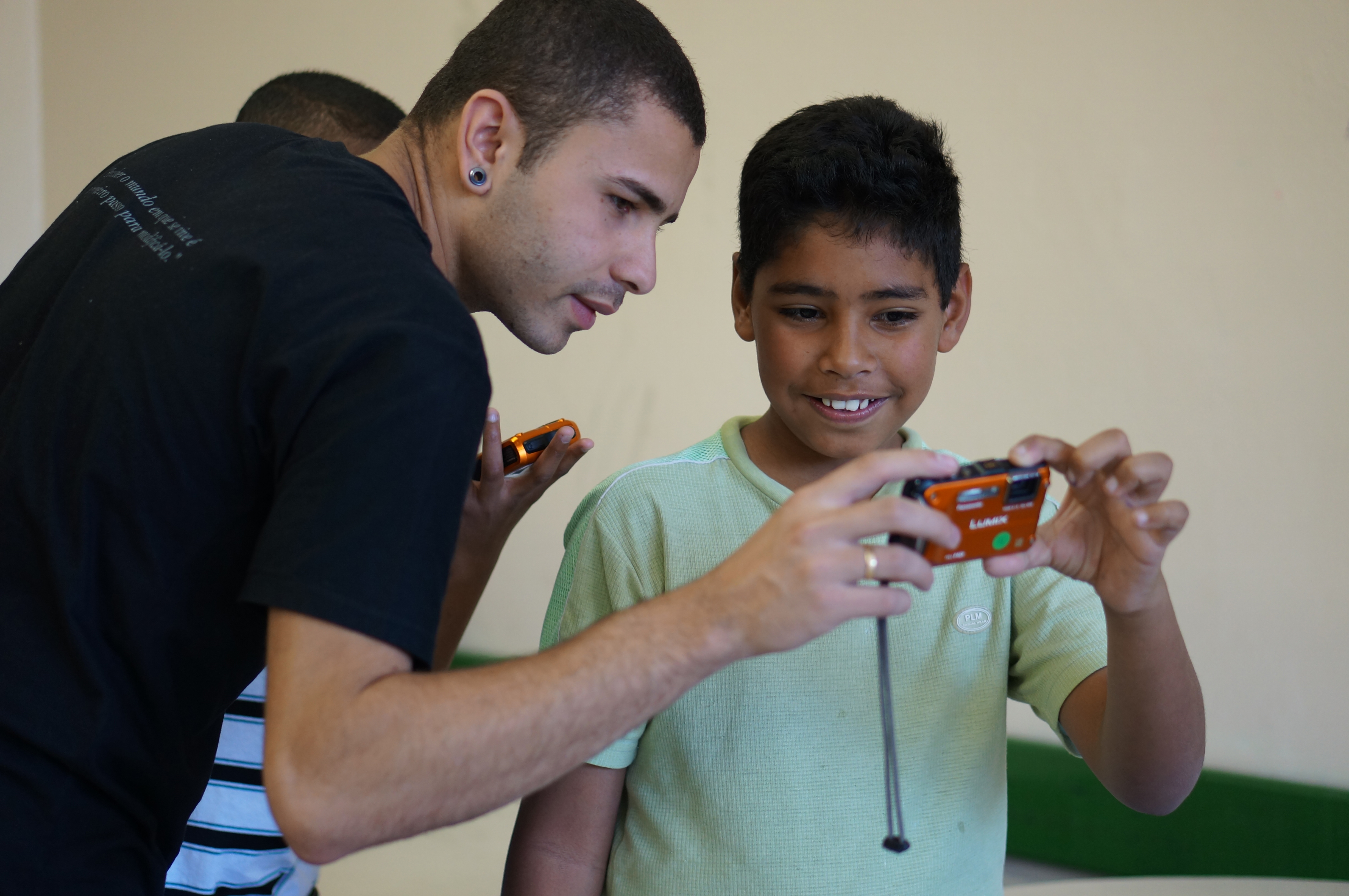
Educador da ImageMagica e participante do projeto nas escolas

Desenvolvido em escolas, instituições e centros comunitários, o programa tem a missão de estimular um olhar crítico sobre o espaço e a comunidade em que se vive por meio da fotografia.
Nos encontros, além de aprenderem a parte teórica, os participantes são convidados a produzir registros fotográficos e legendas, material criado a partir da reflexão sobre um tema proposto. Ao final da atividade, toda a produção é impressa e transformada em uma bela exposição. Com temas como meio ambiente, cidadania, violência e respeito, a reflexão dos participantes é focada na realidade que os cercam: sua escola, sua família, seu bairro e seu país.
- Saúde e Cultura

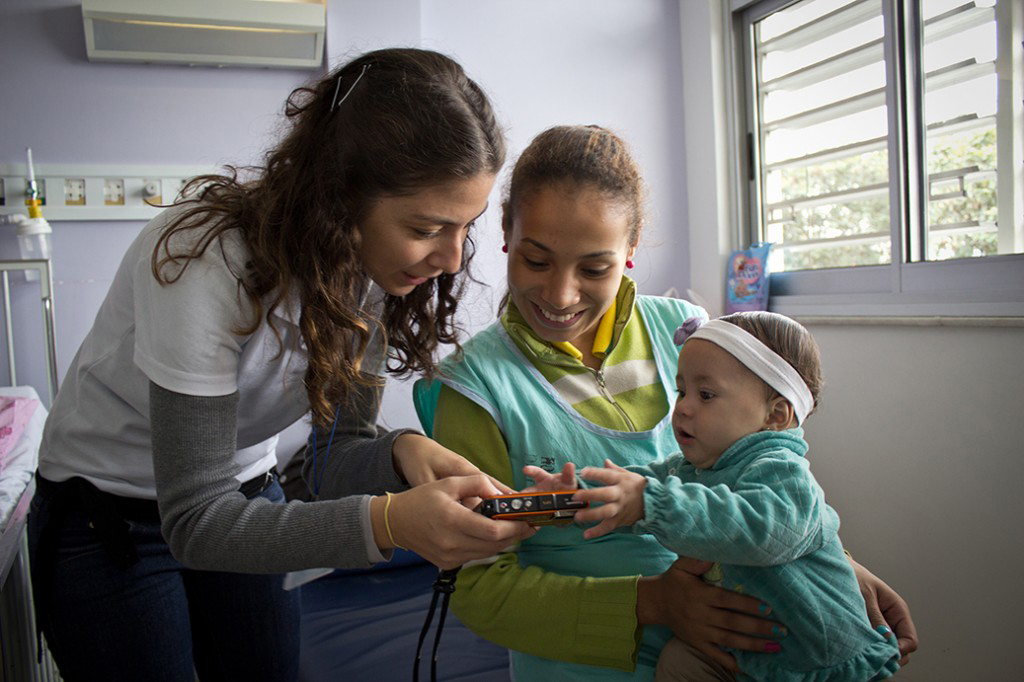
Atividades feitas nos hospitais

O programa Saúde e Cultura atua em hospitais, centros de saúde, entre outros. Nesses locais, todos viram fotógrafos, desde médicos, enfermeiros, psicólogos e equipe de limpeza a pacientes e seus familiares. Com uma câmera digital nas mãos, eles são convidados a fazer fotos que representem o cuidar: como cuidam e como são cuidados. O ambiente hospitalar e o relacionamento entre todos melhoram e, ao final, os participantes recebem suas fotos ampliadas com uma legenda feita por eles mesmos. Dessa forma, o projeto promove a humanização na área da saúde. Desde 2006, o programa já esteve em mais de 50 hospitais por todo o Brasil.

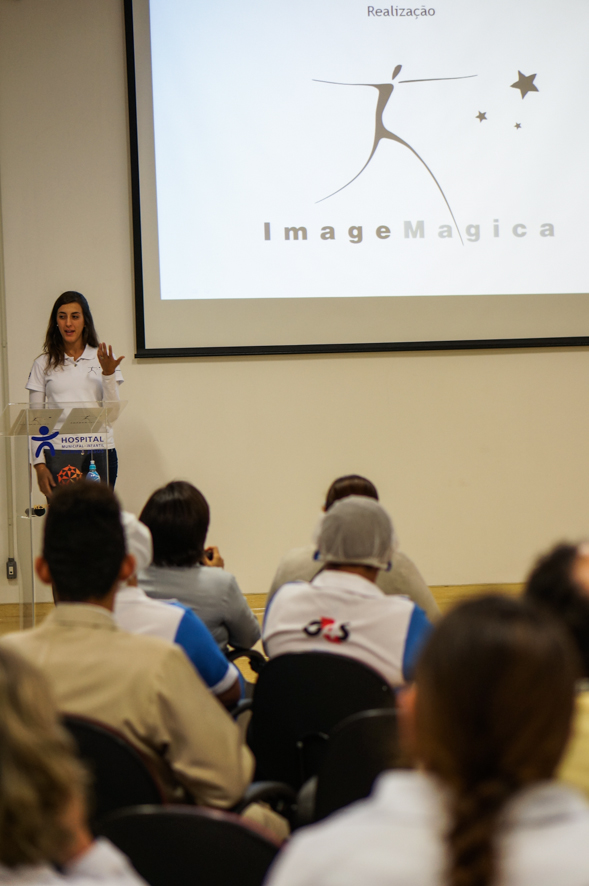
Palestra no Hospital Menino Jesus

- Cuidar - Um documentário sobre a medicina humanizada no Brasil[6]

O livro, lançado em 2006, é o primeiro trabalho de uma série de documentários fotográficos sobre saúde que André François e a ImageMagica se dedicaram nos anos seguintes. Em expedições por diversas localidades do Brasil, o fotógrafo parte em busca de profissionais de saúde que fazem a diferença para seus pacientes e familiares, com intenção de registar o cuidar – aquele instante sutil no qual um ser conforta o outro, independente da técnica e do saber médicos envolvidos. Os personagens encontrados são fruto da busca de André em documentar as variadas formas que a medicina humanizada se manifesta no país. Em 2009, a obra teve algumas de suas imagens expostas em sala individual no Masp, junto à coleção Pirelli/Masp. Adaptado para o iPad em 2011, o aplicativo "Cuidar" conta com fotografias e vídeos inéditos de making of do projeto e entrevistas com o autor revelando curiosidades das histórias retratadas.
- A curva e o caminho – Acesso à saúde no Brasil[7]

O livro é o registro importante das sagas de pessoas em busca de acesso à saúde no país. Em "A curva e o caminho" (2008), o fotógrafo André François revela verdadeiras histórias inspiradoras que humanizam as estatísticas e nos mostram os desafios de se fazer saúde em um país tão vasto como o Brasil. Em 2008, o livro foi premiado pela Fundação Conrado Wessel de Arte – Ensaio Fotográfico Publicado e teve imagens selecionadas para a Coleção Pirelli/Masp de Fotografia.
- Escolher e viver – Tratamento e qualidade de vida dos pacientes renais crônicos[8]

Enquanto desenvolvia o livro "A curva e o caminho" (2008), André François teve a chance de conhecer histórias de pacientes renais crônicos. Muitos deles moravam no interior do país e precisavam se deslocar três vezes por semana ou se mudar para uma cidade maior para se submeter à hemodiálise. Ao pesquisar e se aprofundar no tema, o fotógrafo conheceu a diálise peritoneal, que apesar de poder ser feita em casa, com mais comodidade, é ainda pouco difundida. Com isso, André resolveu contar a história de pessoas que aderiram ao tratamento e puderam seguir suas vidas dentro de seus lares, enquanto aguardam o transplante. Lançado em 2009, "Escolher e viver" tem o intuito de contribuir para a divulgação desse tratamento pouco conhecido, além de incentivar a doação de órgãos. No mesmo ano, o livro foi finalista do prêmio da Fundação Conrado Wessel de Arte – Ensaio Fotográfico Publicado.
- De volta para casa – Um documentário sobre o tratamento domiciliar no Brasil[10]

O tratamento domiciliar no Brasil ainda é pouco conhecido e divulgado. No entanto, essa dinâmica é mais barata para o governo e traz mais qualidade de vida para os pacientes, que podem desfrutar do aconchego da família. Na busca para conhecer quem são e como vivem esses pacientes e seus familiares, André François produziu o livro "De volta para casa". Com uma bagagem resultada dos últimos cinco anos registrando a saúde no Brasil, André François resolveu conhecer e documentar essas histórias em diversas casas pelo país, desde grandes centros urbanos, como São Paulo e Curitiba, que contam com uma boa estrutura médica e hospitalar, quanto em regiões isoladas, como reservas indígenas na Amazônia, com pouco acesso ao sistema de saúde. Lançada em 2010, a obra traz histórias de pacientes, familiares e equipes de saúde que vivenciam o dia a dia dessa realidade, como a pequena Maria Carolina Leuzenski, que, devido à distrofia muscular, passou os dois primeiros anos de vida no hospital e, após conseguir que o convênio arcasse com os custos do atendimento em casa, pôde ir para o seu lar e finalmente frequentar a escola. Somando-se às fotos de André François, o livro traz também uma série de imagens feitas pelos próprios personagens, que, convidados pela equipe educacional da ImageMagica, demonstraram em fotografias o que para eles significa poder ser cuidado em casa.
- Fortes Mulheres[11]

O documentário fotográfico aborda questões femininas como gravidez na adolescência, relações familiares, violência doméstica e o enfrentamento de doenças como o câncer: grandes temas que circundam a saúde e o bem-estar da mulher brasileira. Mulheres que são exemplos para seu país, sua comunidade, sua família e para si mesmas. As histórias registradas emocionam e inspiram por nos mostrar que, apesar das dificuldades enfrentadas, ainda há motivos para seguir adiante. O projeto resultou em uma exposição e um vídeo documentário.
- Expedicionários da Saúde[13]

O livro “Expedicionários da Saúde” (2013) reúne o material produzido pelo fotógrafo André François em oito viagens ao lado da organização. Os Expedicionários da Saúde são um grupo de médicos, enfermeiros, voluntários e agentes logísticos que organizam expedições a comunidades indígenas e ribeirinhas isoladas da Amazônia para realizar atendimentos médicos pontuais e cirurgias simples, como de catarata e hérnia. André acompanha o grupo desde 2007, além de também estar com eles durante a primeira viagem internacional feita para o Haiti, após o forte terremoto que o país enfrentou em 2010. Na obra, além do ensaio fotográfico, há um diário de bordo feito ao longo das expedições que ajuda a compreender o trabalho da equipe.
- Ubuntu - Eu sou porque nós somos

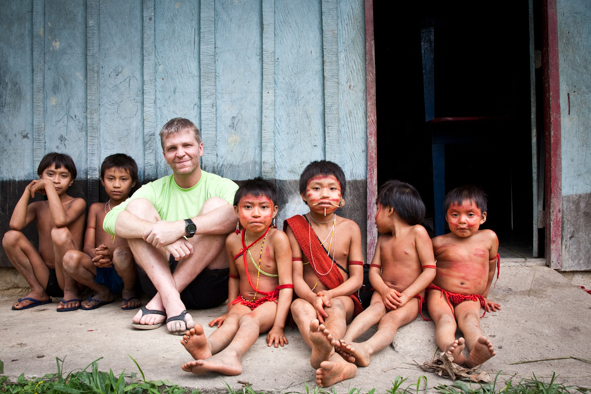
André em viagem para aldeia Yanomami

Após alguns anos fotografando a saúde no Brasil, André François quis ampliar o registro para diferentes países, não somente dentro dos hospitais, mas também mostrando como vivemos, nos alimentamos, aprendemos e como tudo isso afeta nossa qualidade de vida e saúde.
Ubuntu é uma palavra de origem africana que significa “eu sou porque nós somos”. Solidariedade, humanidade, confiança e apoio ao outro. Como cada lugar tem algo para ensinar, ao documentar iniciativas positivas em várias culturas, o fotógrafo mostra ao mundo o que de eficiente e eficaz é feito em diferentes comunidades. Dessa maneira, outras pessoas e organizações podem se inspirar e encontrar soluções parecidas para seus problemas em suas próprias comunidades.
André iniciou a pesquisa em 2008, visitando mais de 14 países. O projeto já documentou os costumes, promoção de saúde e qualidade de vida da comunidade indígena Yanomami, localizada no norte do Brasil; do Camboja, um dos países mais pobres do sudeste asiático; do Haiti pós-terremoto; do Queens, bairro de Nova York que concentra uma das maiores diversidades culturais do mundo; dos Inuit, povo de Nunavut, território do extremo norte do Canadá; do Japão, após o terremoto e o tsunami que devastaram o país em 2011. 
No ano seguinte, no continente africano, o fotógrafo viajou para sete países: África do Sul, Lesoto, Moçambique, Quênia, Uganda, Ruanda e Burundi, documentando projetos relacionados a HIV, malária, tuberculose, acesso à água e alimentação. Em 2013, com a viagem feita para a China, André documentou os contrastes entre a poluição das chamadas cancer villages e a agricultura do interior do país. Além disso, o fotógrafo pode registrar o trabalho de médicos da Medicina Tradicional Chinesa.
O projeto tem parceria com instituições como a ONU, Médicos Sem Fronteiras, UNICEF, Cruz Vermelha, entre outras.